# Кюйорелях
Кюйорелях (рос. Кюёрелях) — село у Гірському улусі Республіки Сахи Російської Федерації.
Населення становить 544  особи. Належить до муніципального утворення Октябрський наслег.

## Історія
Згідно із законом від 30 листопада 2004 року органом місцевого самоврядування є Октябрський наслег.

## Населення
| 2002 | 2010 | 2012 | 2013 | 2014 | 2015 | 2016 |
| ---- | ---- | ---- | ---- | ---- | ---- | ---- |
| 573  | ↘541 | ↗542 | ↗553 | ↘551 | ↘539 | ↗543 |
| 2017 | 2018 |      |      |      |      |      |
| ↗551 | ↘544 |      |      |      |      |      |